# Dysmachus strigitibia
Dysmachus strigitibia là một loài ruồi trong họ Asilidae. Dysmachus strigitibia được Curran miêu tả năm 1931. Loài này phân bố ở vùng Tân nhiệt đới.